# ساشا جدعون
ساشا جدعون (بالتشيكية: Saša Gedeon) (و. 1970  م) هو كاتب سيناريو، ومخرج أفلام تشيكي، ولد في براغ، هو عضوٌ في كشافة.

## التعليم
تعلم في أكاديمية الفنون التمثيلية
.

## وصلات خارجية
- ساشا جدعون على موقع IMDb (الإنجليزية)
- ساشا جدعون على موقع ألو سيني (الفرنسية)
- ساشا جدعون على موقع أول موفي (الإنجليزية)
- ساشا جدعون على موقع قاعدة بيانات الأفلام السويدية (السويدية)
- ساشا جدعون على موقع قاعدة بيانات الفيلم (الإنجليزية)
- ساشا جدعون على موقع كينوبويسك (الروسية)